# 캡 앤슨
에이드리언 컨스턴틴 앤슨(Adrian Constantine Anson, 1852년 4월 17일 ~ 1922년 4월 14일)은 미국의 야구 선수이자 감독으로, 메이저 리그 야구에서 모두 27시즌을 뛰었고, 우투우타에 포지션은 1루수였다. 통산 타율 .334에 3,481안타, 97홈런, 2,076타점을 기록한 당대의 슈퍼스타이다.
1939년에 미국 야구 명예의 전당에 입성하였다.